# Robert Levine Sanders
Robert Levine Sanders (Chicago (Illinois), 2 juli 1906 – Delray Beach (Florida), 26 december 1974) was een Amerikaans componist, muziekpedagoog, dirigent en organist.

## Levensloop
Bij de kleine "Bob" stelden zijn ouders al vast, dat hij een absoluut gehoor had. Als klein jongetje kreeg hij ook zijn eerste piano-instructies van Irene Belden Zaring. Al spoedig kon hij zijn ouders bij het zingen op de piano begeleiden. Op 9-jarige leeftijd componeerde hij het eerste kleine werk getiteld Romanza, dat de volgende zondag in de kerk van de Methodisten in Chicago werd uitgevoerd.
Sanders studeerde van 1917 tot 1925 piano bij Edgar Nelson, een pianist en organist en had verder privé-lessen bij diverse docenten van het Bush Conservatory in Chicago. Tussen 1919 tot 1922 schreef hij meerdere kleine werken. In 1920 werd hij medewerker bij muziekwinkel Lyon and Healy in Chicago. Vier seizoenen werkte hij iedere zaterdag in deze winkel. In deze tijd schreef hij liederen, pianostukken, een suite voor strijkkwartet en een sonate voor piano. Hij zelf beoordeelde deze stukken als niet goed genoeg om ze te publiceren.
In 1924 stuurde hij een Concertino, voor orkest en een Pianokwartet naar de commissie voor de competitie van de Rome-prijs. In augustus van hetzelfde jaar behaalde hij de 2e prijs in deze competitie, waaraan een studiebeurs voor het seizoen 1925-1926 in Rome verbonden was.
Hij studeerde in 1925 en 1926 aan de Accademia Nazionale di Santa Cecilia in Rome bij Ottorino Respighi. Hij schreef een Trio in cis klein, voor viool, cello en piano. De première vond plaats bij een concert van de Circolo di Roma gezelschap in januari 1926.
In de zomer 1926 trouwde hij met Marie Hiebl uit Oostenrijk.
In 1927-1928 schreef hij de Sonata in C groot, voor viool en piano en sloot de Suite voor groot orkest af. In mei 1928 werd de Suite onder zijn leiding door het Augusteo Orchestra uitgevoerd.
Sanders studeerde ook aan het Conservatoire national supérieur de musique te Parijs bij Guy de Lioncourt en Paul Brand.
Vanaf 1933 werd hij in de Verenigde Staten spoedig bekend als componist. Hij werd docent en later professor aan het Chicago Conservatory. Van 1930 tot 1938 was hij ook organist en dirigent aan de First Unitarian Church in Chicago. Sanders doceerde ook aan het Meadville Theological Seminar en hij werd in 1938 tot decaan van de School of Music van de Indiana University te Bloomington (Indiana) benoemd. In deze tijd doceerde hij ook in de vakken compositie, contrapunt, orkestdirectie en opera.
Van 1947 tot 1954 was hij hoofd van de School of Music aan het Brooklyn College in Brooklyn. In 1972 ging hij met pensioen.
Als componist schreef hij werken voor verschillende genres.

## Composities

### Werken voor orkest
- 1926 Two Songs, voor sopraan en orkest
- 1926-1928 rev.1929 Suite, voor groot orkest
- 1933 Saturday Night - a barndance, voor orkest
- 1931 rev. 1935 Concerto in a klein, voor viool en orkest
- 1934-1935 Scenes of Poverty and Toil, voor orkest
- 1936-1937 Little Symphony in G, voor orkest (won de New York Philharmonic-Symphony Society award 1938)

### Werken voor harmonieorkest
- 1943 Symphony in Bes groot

### Cantates
- 1945 An American Psalm, cantate

### Muziektheater

#### Balletten
| Voltooid in        | titel                                        | aktes | première | libretto | choreografie |
| ------------------ | -------------------------------------------- | ----- | -------- | -------- | ------------ |
| 1937-1938 rev.1944 | L'Ag'ya - gecomponeerd voor Katherine Dunham |       |          |          |              |

### Werken voor koren
- 1932 When the Lord of love was here, voor gemengd koor
- 1937 Laudi Sprituali, hymne uit de 14e eeuw uit Florence voor gemengd koor
- 1958 A hymn of the future, voor gemengd koor en orgel - tekst: John Addington Symonds (1840-1893) uit "A vista"
- 1963 Praise, O my heart, to you - gebaseerd op Psalm 104, voor gemengd koor - tekst: Ridgely Torrance
- It is something to have wept as we have wept, voor gemengd koor
- Truly my Soul waiteth upon God - Psalm 62, voor gemengd koor
- When thy heart with joy overflowing,, voor gemengd koor

### Vocale muziek
- 1939-1941 The Mystic Trumpeter, voor spreker, bariton, gemengd koor en orkest - tekst: Walt Whitman

### Kamermuziek
- 1925-1926 Trio in cis klein, voor viool, cello en piano
- 1927-1928 Sonata in C groot, voor viool en piano
- 1929 Strijkkwartet in a klein
- 1931 Sonata in een beweging, voor cello en piano
- 1942 Kwintet in Bes-groot, voor koperkwintet
- 1943 (Zonder titel), voor dwarsfluit, hobo, klarinet en fagot
- 1945 Sonata in Es-groot, voor trombone en piano
  1. Introduction
  2. Scherzo
  3. Chorale
  4. Finale
- 1959 Square Dance, voor trompet en piano
- Scherzo & Dirge, voor vier trombones
- Sonata in Bes-groot, voor hoorn en piano